# ダイナミックレーダー〜歌謡曲でいこう!〜
ダイナミックレーダー〜歌謡曲でいこう!〜（ダイナミックレーダー〜かようきょくでいこう!〜）は、文化放送で放送していたラジオ番組。
文化放送で初めて編成した平日帯 昼ワイド番組で、1966年（昭和41年）10月24日 開始。1978年（昭和53年）3月31日まで放送した。

## 放送時間
- 月 - 土曜 13:15 - 15:00 （1966年10月24日 - 1968年9月30日）
- 月 - 土曜 12:00 - 15:00 （1968年10月1日 - 1970年4月18日）
- 月 - 金曜 12:00 - 15:00 （1970年4月20日 - 1974年10月4日）
- 月 - 金曜 13:00 - 15:30 （1974年10月7日 - 1976年3月）
- 月 - 金曜 13:00 - 15:50 （1976年4月 - 1976年9月）
- 月 - 金曜 12:00 - 15:50 （1976年10月以降）

第2部
- 月 - 金曜 16:30 - 18:00 （1970年11月2日 - 1972年10月6日）

## パーソナリティ
- 中田秀作（文化放送アナウンサー(当時)。1974年3月までは月 - 金曜の毎日、1974年4月 - 9月は火・水・木曜を担当）
- 佐藤やすし（文化放送アナウンサー(当時)。1974年4月 - 9月は月曜・金曜を担当）
- 佐藤やすし、高橋小枝子（文化放送アナウンサー(当時)）、中西啓子（現・松田啓子、文化放送アナウンサー(当時)）（1974年10月 - 1976年3月は月 - 金曜を担当）
- みのもんた（1976年4月 - 1978年3月、月 - 金曜を担当）
- 桂竜也（文化放送アナウンサー(当時)。第2部のパーソナリティ）

## 主なコーナー
- 歌謡ダービー（1960年代のコーナー）
- 歌謡なぞかけ問答（1960年代のコーナー）
- ファン対抗歌謡リーグ戦（1960年代のコーナー）
- 夢の玉手箱（1973年当時のコーナー）
- スーパー大作戦
- 歌謡レーダー スターハイライト
- サントリー出前寄席
- 午後2時の男（当時の5代目 月の家円鏡（後の8代目 橘家圓蔵）がパーソナリティを務めた外中継コーナー）
- 心をむすぶ歌
- ごぶさたしました歌謡曲
- 芸能ニュース
- さわやかネットワーク
- 午後3時の男〜舛蔵の飛び出せリクエスト〜（外中継コーナー。通行人から歌謡曲からのリクエストを募って放送した）
- お笑いシャープスタジオ （1977年3月まで）
- レーダー伝言板
- 歌謡大行進（NRN全国ネット番組）
- 1時の男 〜小益の体当り15分（1975年10月から）
- スターと勝負だ（1976年4月から）
- 電話でネットワーク（1976年4月から）
- お昼のプレゼント大作戦（1976年10月から）
- アイドルを探せ（1976年10月から）
- せんみつのシャープ がっぽりクイズ（1977年4月から）